# Lampland (cráter marciano)

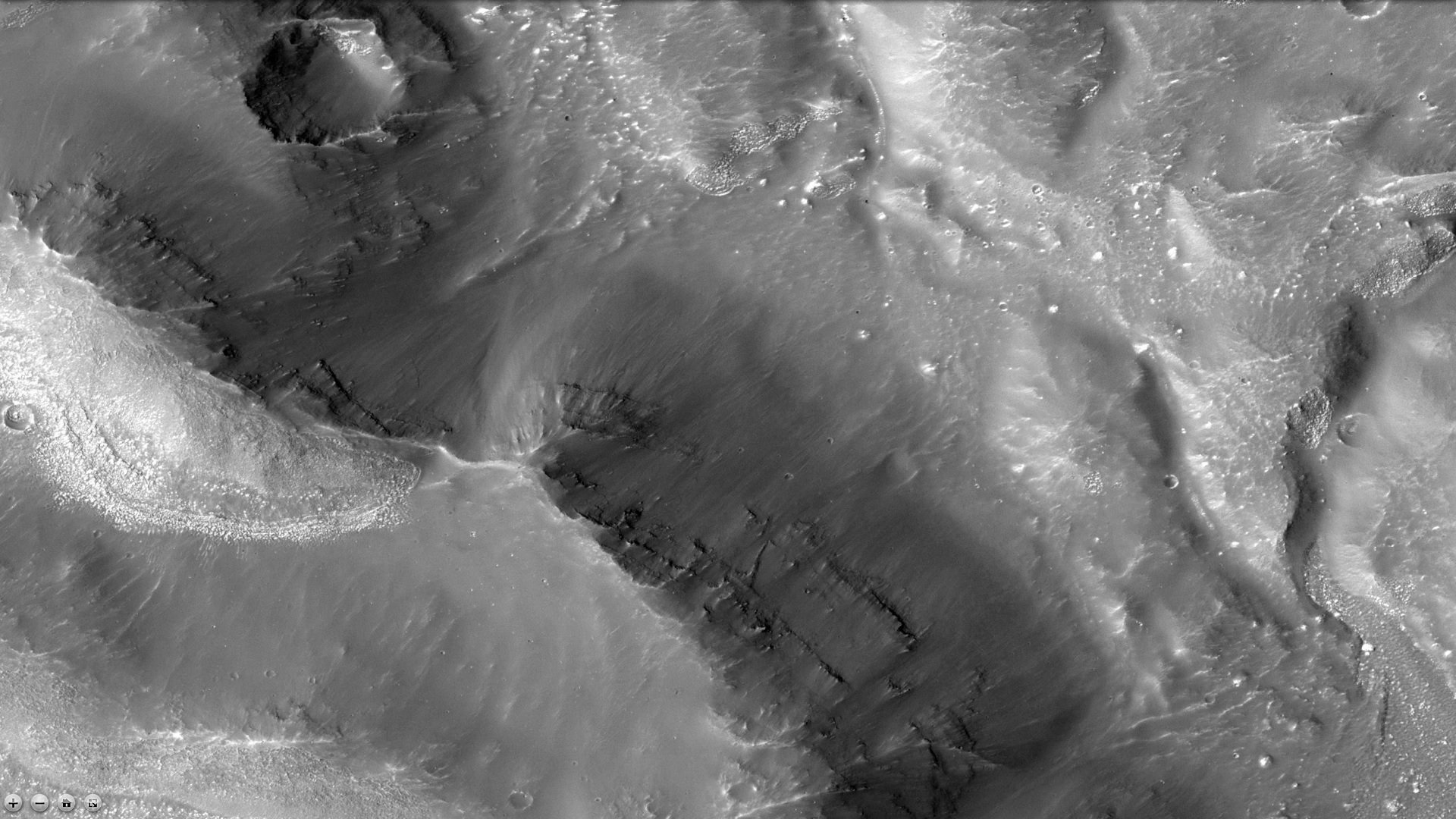
Estratos en una pared de Lampland (cámara CTX) (Ampliación de la imagen anterior).

Lampland es un cráter de impacto situado en el cuadrángulo Thaumasia de Marte, localizado en las coordenadas 35.9° de latitud sur y 79.6° de longitud oeste. Tiene 79 km de diámetro, y debe su nombre al astrónomo estadounidense Carl Otto Lampland, denominación aprobada en 1973.

## Por qué  los cráteres son importantes
La densidad de cráteres de impacto suele determinar la edad de la superficie de Marte y de otros cuerpos del sistema solar. Cuanto más antigua es una superficie, mayor presencia de cráteres registra. La forma de algunos cráteres puede revelar la presencia de hielo en el terreno.
| [[File:Wikilampland.jpg\|1200px\|alt={{{Alt\|{{{descripción}}}]]                                                                       |
| Cráter Lampland, fotografía de la cámara CTX a bordo del Mars Reconnaissance Orbiter. (El norte, hacia la izquierda de la fotografía). |